# Jos De Saeger
Joseph (Jos) De Saeger (Boom (Belgique), 3 août 1911 - Malines (Belgique), 7 avril 1998) est un homme politique belge du CVP.
Quand il était ministre des Travaux publics (1966-1973), il y avait à peine 300 kilomètres d'autoroutes en Belgique et le réseau routier avait une réputation peu flatteuse. Sous son impulsion, cela changea rapidement. Les voies navigables et les ports maritimes retinrent également son attention.
Plus tard, il devint ministre de la Santé publique et de la famille. À ce titre, il transforma les Commissions d'assistance publique en centres publics d'action sociale (CPAS). Le minimum d'existence (devenu revenu d'intégration en 2002) a été créé à son initiative.
Il n'était pas en faveur du fédéralisme mais voulait donner plus de pouvoirs aux provinces dans les domaines de l'économie régionale, l'enseignement technique, l'éducation populaire et la culture, la construction de routes, l'agriculture, le logement et le tourisme. Plus tard, il a vu que le fédéralisme était la seule manière de préserver l'unité du pays.
Il fut nommé Ministre d'État le 4 octobre 1978.

## Carrière politique
- 1961 - 1965 : Bourgmestre par intérim de Malines
- 1961 - 1963 : Président de l'aile flamande du Parti-social chrétien (CVP)
- 1965 - 1973: ministre des Travaux publics
- 1973 : Ministre de la Santé publique et de l'Environnement
- 1973 - 1974: ministre de la Santé publique, de l'Environnement et de la famille
- 1974 - 1977: ministre de la Santé publique et de la famille

## Source
- (nl) Cet article est partiellement ou en totalité issu de l’article de Wikipédia en néerlandais intitulé « Jos De Saeger » (voir la liste des auteurs).